# Waking the Dead (film)
Waking the Dead è un film del 2000 diretto da Keith Gordon.